# Silsila Hai Pyar Ka
Pour plus de détails, voir Fiche technique et Distribution.
Silsila Hai Pyar Ka est un film hindi réalisé par Shrabani Deodhar sorti en 1999. Il met en vedette Karisma Kapoor et Chandrachur Singh.

## Fiche technique
- Réalisateur : Shrabani Deodhar
- Scénariste : Robin Bhatt (scénario) et Shrabani Deodhar (histoire)
- Société de production : N.N. Sippy Productions
- Montage : Waman B. Bhosle
- Musique : Babloo Chakravorty
- Photo : Debu Deodhar
- Langue : hindi
- Date de sortie : 8 avril 1999
- Genre : film dramatique

## Distribution
- Chandrachur Singh : Abhay Sinha
- Karisma Kapoor : Vanshikha Mathur
- Johnny Lever : Johnny
- Aruna Irani : Shakuntala Devi (créditée Aroona Irani)
- Shakti Kapoor : Rakesh Nath / Roxy
- Danny Denzongpa : Jabhal Khargoshi
- Alok Nath : Satyaprakash Sinha
- Tiku Talsania : Krupa Shankar
- Dina Pathak : la grand-mère d'Abhay